# Hold-up
Con il termine hold-up in economia ci si riferisce ad una situazione nella quale due parti stiano per effettuare una transazione che richieda investimenti specifici da una parte o dall'altra.